# Plymouth (zaljev)
Zaljev Plymouth (engleski: Plymouth Bay)  je mali zaljev na sjeveroistočnoj obali Sjedinjenih Američkih Država dio Atlantskog oceana, u američkoj saveznoj državi - Massachusetts kod grada Plymouth. 

## Zemljopisne karakteristike
Plymouth zaljev je samo dio puno većeg Zaljeva Massachusetts, on leži oko 50 km jugoistočno od Bostona, najveće naselje u zaljevu je grad Plymouth.
Plymouthski zaljev je mjesto od velikog povijesnog značaja za Sjedinjene Američke Države i velika turistička središte jer su se tu u jesen 1620. iskrcali hodočasnici (pilgrimi) s broda Mayflower,  i tu izgradili naselje Plymouth Plantation iz kog se razvila Kolonija Plymouth i kasnije grad Plymouth.

## Vanjske poveznice
- Plymouth Harbor USGS Plymouth Quad, Massachusetts, Topographic Map na portalu Topozone (engl.)